# Manuel Barros de San Millán
Manuel Barros de San Millán, (Segovia, ca. 1523 - Tardecillas, 1599) fue un oidor y Presidente de la Audiencia de Quito. Se caracterizó por intentar hacer reformas después de un periodo de cerca de ocho años en los que el cargo de Presidente de la Audiencia no fue ocupado, después de la Muerte de Diego de Narváez. Barros además tuvo que enfrentar la rebelión contra la alcabala, impuesto decretado por Felipe II con el fin de recaudar más ingresos para la Corona, puesto que debía enfrentar varias guerras religiosas. Fracasó al imponer el impuesto y fue depuesto de su cargo. 

## Reseña biográfica

### Presidencia de la Audiencia de Quito
Estudió leyes en las universidades de Alcalá de Henares y Salamanca, donde llegó a ser doctor en derecho civil. Por su trabajo académico estuvo involucrado en la creación de la Universidad de Osuna. Además fue administrador de las propiedades del duque de Osuna. Por esta razón fue que llegó a ser nombrado oidor de la Audiencia de Guatemala en 1560. 
Llegó a Quito el 2 de agosto de 1587 con el cargo de presidente de la Audiencia, habiendo sido oidor en Guatemala, Panamá y Charcas. Además fue Visitador de los miembros de administración.  Por su eficiencia en estos cargos fue recompensado con la Presidencia de Quito. De su vida familiar no se conoce mucho salvo que era soltero y tenía sesenta y cuatro años salió de España el 26 de julio de 1585. Le tomaría pues dos años en llegar a la Audiencia. En esa época Quito tenía tres oidores, y el fiscal Miguel de Orozco residía en las llamadas Casas Reales Viejas. En el Cabildo ejercían de alcaldes, Juan de Vega y Martín Jimeno. Por otro lado Alfonso Moreno Bellido era el procurador.

### Procurador de indígenas
La presidencia de Barros se caracterizó por su preferencia por los indígenas, según cuenta González Suárez. Era además legalista y se propuso cumplir todos los decretos legales que se emitían en la península. Por esta razón tomó decisiones como aumento de salario a funcionarios y liberación de algunos trabajos. Sin embargo, por estas épocas se estaban llevando este tipo de reformas en los territorios españoles. Desde la fundación y las guerras civiles de los conquistadores, hasta la estabilización de los primeros gobernadores habían pasado años de inestabilidad aunque con muchos cambios. Después, una vez creada la Audiencia a partir de la muerte de Narváez había quedado vacío el cargo lo que demandaba cambios profundos que Barros intentó realizar. Algo similar había emprendido el presidente Antonio González y el oidor Miguel de Ibarra en otros territorios.Su defensa de los indígenas le ganó la crítica de los encomenderos y de los dueños de los obrajes en la Audiencia de Quito, que eran las familias con más riqueza y poder de dicho territorio, muchos de ellos anteriores presidentes o gobernadores de Quito.

### Rebelión de las Alcabalas
Se recuerda su presidencia por la introducción de la alcabala en 1592. Esto se dio por el agotamiento de la hacienda real debido a las guerras y los gastos para la defensa de las flotas a la India. Esta medida fue impuesta por Felipe II y se enfocó en el Virreinato del Perú.  Este impuesto no grababa otras transacciones, como la venta de fruta de sus explotaciones o las ventas en el mercado interno, el tiánguez. Sin embargo no fue bien recibido, y en Quito se consideró gravoso debido a los gastos recientes que se habían incrementado por los desastres del terremoto de 1587, seguido de la peste de 1589. A esto se sumaron las contribuciones para la defensa contra los corsarios en el Pacífico. El 23 de julio de 1592 llegó la carta del Virrey ordenando la introducción de la alcabala, por lo que la Audiencia convocó al Cabildo para informarle y, con su conformidad, introducir la alcabala.
Se acusó a Barros de enriquecerse transfiriendo más dinero a la corte debido a que su sucesor ya estaba nombrado, Esteban de Marañón, que venía desde Lima. Esto empeoró la situación, lo que causó que el procurador Alfonso Bellido presente una "objeción" contra la imposición de la alcabala. Sin embargo Barros no cedió. Al día siguiente se proclamó que no se pagaría el impuesto mientras esté Barros. Esto desató las protestas en las calles y se pidió a religiosos que ayuden a calmar al pueblo. Fruto de esto sería recordada la participación de Pedro Bedón, el religioso pintor y teólogo. Barros por su parte pediría tropas para encuartelarse y recibiría unos trescientos soldados enviados por el virrey. Esto sin embargo se concentró en Quito puesto que Guayaquil y Cuenca ya habían aceptado la Alcabala. 

### Juicio a Barros y acusación de homosexualidad
Todo esto se calmó con la intervención de la Iglesia, entre ellos estaban además de Bedón: Onofre Esteban y Blas Valera. Fruto de esto, Esteban de Marañón asumió la presidencia, sometió a juicio a Barros y lo depuso por su actuación errónea y culpable y le impuso una multa de ocho mil pesos. Le impuso el destierro perpetuo de las Indias y la retirada de todos los cargos durante diez años. Y escribió al rey: 

"Entre los cargos se entiende el mal orden y falta de prudencia que tuvo en el gobierno y administración de justicia; y que si hubiera procedido con otras consideraciones, podría haber excusado los cambios y daños que se han seguido. Vuestra Majestad verá si puede valerse de él, pues su rudo estado y mal trato con los vasallos de Vuestra Majestad, donde quiera que esté, puede traer estas ocasiones. Está procurando cartas de religiosos y otros que le apoyen. Hago saber esto para que se conozca el reconocimiento que se les debe dar".
Esteban de Marañón

Su juicio ha sido estudiado, además de por la importancia relacionada con la alcabala, porque fue acusado de sodomía. Un ex esclavo suyo fue parte del juicio y declaró haber sido incitado a prácticas sodomíticas, algo que fue utilizado por sus enemigos, se desconoce si Marañón hizo uso de ello, para enjuiciarlo y desterrarlo.Cuando regresó a España vivió en Tardecillas hasta su muerte en 1599.